# 资产阶级法权
资产阶级法权（直译：民事权利），现一般译为资产阶级权利，是马克思用于描写社会主义经济特征的一个概念。他认为，在共产主义经济关系和社会关系中的第一个阶段，虽然社会已经实行等量交换的按劳分配原则，但是还存在着形式上平等而事实上不平等的事物，而这些现象属于资本主义的原则的实现。

## 马克思的贡献
马克思作于1875年的《哥达纲领批判》，针对拉萨尔“不折不扣的劳动所得”、“公平分配”等模糊提法，指出，社会主义在消费资料分配中通行的按劳分配是商品等价交换的原则。因为劳动者工作能力、赡养人口等的不同，所以即使从等量劳动取得等量产品的平等原则出发，每个人事实上得到的消费品仍是不平等的。“在这里平等的权利按照原则仍然是资产阶级的法权”，“还仍然被限制在资产阶级的框框里”，因为“权利永远不能超出社会的经济结构所制约的社会的文化发展”。
这里“资产阶级法权的”，表现为资本主义既有的原则，也就是哥达纲领批判中马克思指向的“平等”这一概念。由于哥达纲领批判中拉萨尔派的人将这种不折不扣的劳动所得与分配的问题画等号，马克思才批判这种纠结于“共产主义运动是分配问题”的原则。在马克思的批判中，他提出由于共产主义第一阶段已经完成了生产关系的转变，但由于这个社会还没有从旧社会的痕迹里走出，那么，在生产中依据劳动来当作衡量一个人在社会贡献的尺度中，它往往忽视了依据家庭的、个人的等等不同消费所需和习惯，所以他仍然是资产阶级下的平等，而这种平等是构成资本主义发展的原则的（例如平等的交往、协议和交换）。
在共产主义的初级阶段，在对象于每个人并把它当作劳动者本身来进行他所得部分的衡量，仍然是资产阶级下的平等概念，因为劳动者的所得不依据自身其他情况衡量而还是依据其劳动者身份被衡量，这就与哥达纲领“平等的权利”一说相勃：如果共产主义依据这种方式给予劳动者他的生活和生产资料，那么权利就应当是不平等的。
而马克思也说，只有在共产主义的高级阶段，即人们在新的生产关系中重新发展自我，并摆脱各种分工固化带来的旧社会的不平等后，人们才能在这个社会进行“各尽所能各取所需”的生活。马克思在这里强调了生产关系和其社会权利是相关系的，因为在第一阶段的平等是资本主义的，是因为在这其中衡量劳动所得的尺度还是片面的，忽视其他方面的情况下仍然不能为生产资料的掌握者带来平等，而这种平等真正的实现的社会，在这里的人们由于早就摆脱阵痛期只被单方面衡量所得的方面，那么现在他们才能各尽所能各取所需，这仰赖于第一阶段的生产关系带来的人的发展。
而马克思在最后运用对法权的解释批判了拉萨尔派关于平等权利和劳动所得归属的强调，他指出只讲这种平等的权利放在分配上谈是没有考虑到他的生产关系变化的，而只是空洞的引用空想社会主义者和民主主义者的话语来支持这种平等的分配，把党的事业看成实现这一种平等权利。

## 列宁的贡献
列宁作于1917年的《国家与革命》预测“共产主义第一阶段”时写道：“‘资产阶级法权’承认生产资料是个人的私有财产。而社会主义则把生产资料变为公有财产。只有在这个范围内，也只能在这个范围内，‘资产阶级法权’才不存在了。但还没有也不应当人为地取消资产阶级法权。”

## 变异和实践
毛泽东在1958年以后多次提到资产阶级法权。他对战争年代实行的供给制颇为留念，认为那时的革命意志坚定。1975年公布的《毛主席关于理论问题的重要指示》说，中国“现在还实行八级工资制，按劳分配，货币交换，这些跟旧社会没有多少差别”。“我国现在实行的是商品制度，工资制度也不平等，有八级工资制，等等。这些只能在无产阶级专政下加以限制。所以林彪一类如上台，搞资本主义很容易。”
这一概念就成为限制、批判物质利益原则，认定社会主义改造完成以后还会每日每时大批地产生小资产阶级和资产阶级，必须坚持继续革命，制订一系列革命化的城乡经济政策，“限制资产阶级法权”和“对资产阶级实行全面专政”的立论根据。“五七干校”、“知识青年上山下乡”、干部参加劳动等反修防修措施、新生事物，都是由此派生出来的。
但是根据马克思所提及的资产阶级法权蕴含的平等概念，他体现在于生产活动中，在第一阶段时产生的分配事实上的不均，而非说明这个第一阶段中还存在资本主义的利益实体和潜力股。而毛泽东对于这种观点的提出很大程度上契合他对于走资派的态度而引用这一概念指认中国社会主义对于共产主义道路中所发现的“新事物”或“实践成果”，这也和继续革命和文革初期的主轴相契合。
而在其中，四人帮中张春桥的论资产阶级法权，也只是把资产阶级法权订立为资产阶级复辟的关键和资产阶级在生产中残余的权利，这个观点的提出也体现在当时的斗争环境和对中国共产党历史的肯定。

## 译名
1979年中共中央马恩列斯著作编译局研究认为，资产阶级法权中的“法权”一词，德文是，俄文是，可分别指“法”或“权利”；译为“法权”不能确切地表达其涵义，容易使人误解为“法定权利”、“合法权利”，不符合马列的原意，从而造成理论上的混乱和错误。于是决定将其改译为“资产阶级权利”。1977年12月12日，编译局在《人民日报》上发表《“资产阶级法权”应改译“资产阶级权利”》。这可能是中国翻译史上牵涉面最广、政治性最强、规格最高也最正式的译名更正了。